# Shahganj
Shahganj è una suddivisione dell'India, classificata come municipal board, di 24.595 abitanti, situata nel distretto di Jaunpur, nello stato federato dell'Uttar Pradesh.